# Campionati austriaci di ski cross 2011
I Campionati austriaci di ski cross 2011 si sono svolti a Kühtai il 27 marzo. Il programma ha incluso sia la gara femminile che la gara maschile. 
Trattandosi di competizioni valide anche ai fini del punteggio FIS, vi hanno partecipato anche sciatori di altre federazioni, senza che questo consentisse loro di concorrere al titolo nazionale austriaca.

## Risultati

### Uomini
| Pos. | Atleta         | Nazione |
| ---- | -------------- | ------- |
| 1    | Daniel Riegler | Austria |
| 2    | Andreas Matt   | Austria |
| 3    | Marcus Zechner | Austria |
| 4    | Franz Promok   | Austria |

### Donne
| Pos. | Atleta              | Nazione  |
| ---- | ------------------- | -------- |
| 1    | Andrea Limbacher    | Austria  |
| 2    | Katrin Ofner        | Austria  |
| 3    | Alexandra Grauvolg  | Germania |
| 4    | Sabrina Weilharter  | Germania |
| 5    | Margarethe Aschauer | Germania |
| 6    | Pia Sittlinger      | Austria  |